# André Dupuy
André Pierre Louis Dupuy (ur. 13 lutego 1940 w Soustons we Francji) – duchowny katolicki, arcybiskup, nuncjusz apostolski.

## Życiorys
8 lipca 1972 otrzymał święcenia kapłańskie i został inkardynowany do diecezji Aire i Dax. W 1972 rozpoczął przygotowanie do służby dyplomatycznej na Papieskiej Akademii Kościelnej.
6 kwietnia 1993 został mianowany przez Jana Pawła II nuncjuszem apostolskim w Ghanie oraz biskupem tytularnym Selsea. Sakry biskupiej 6 czerwca 1993 udzielił mu Sekretarz Stanu kard. Angelo Sodano. Był równocześnie akredytowanym w Togo i Beninie (do 1999).
27 marca 2000 został mianowany nuncjuszem apostolskim w Wenezueli.
W lutym 2005 został przeniesiony do nuncjatury przy Unii Europejskiej w Brukseli. Od 2006 był jednocześnie nuncjuszem akredytowanym w Księstwie Monako.
15 grudnia 2011 przeniesiony do nuncjatury w Holandii. 21 marca 2015 przeszedł na emeryturę.